# Феюрдень
Феюрдень, Феюрдені (рум. Feiurdeni) — село у повіті Клуж в Румунії. Входить до складу комуни Кінтень.
Село розташоване на відстані 332 км на північний захід від Бухареста, 11 км на північ від Клуж-Напоки.

## Населення
За даними перепису населення 2002 року у селі проживали 332 особи.
Національний склад населення села:
| Національність | Кількість осіб | Відсоток |
| -------------- | -------------- | -------- |
| румуни         | 293            | 88,3%    |
| угорці         | 28             | 8,4%     |
| цигани         | 11             | 3,3%     |

Рідною мовою назвали:
| Мова      | Кількість осіб | Відсоток |
| --------- | -------------- | -------- |
| румунська | 304            | 91,6%    |
| угорська  | 28             | 8,4%     |